# Isla de Brownsea

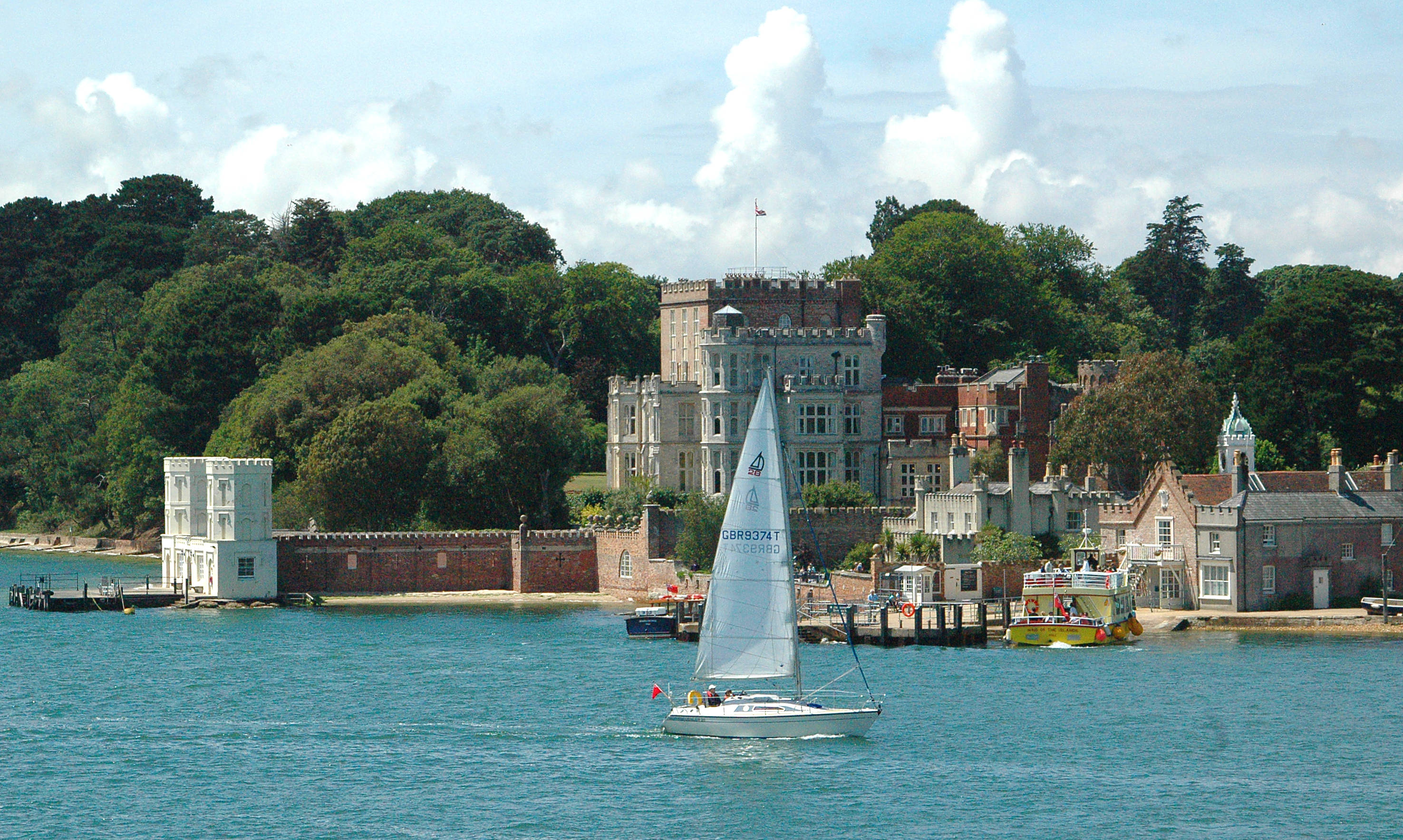

La isla de Brownsea está situada en el puerto de Poole, Dorset, Inglaterra.  La isla pertenece al National Trust. La mayor parte de la isla es accesible al público.  La isla tiene zonas de bosque y páramo y es hábitat de gran cantidad de aves y fauna autóctona.  Actualmente, constituye una reserva natural. Desde las alturas de la isla hay vistas del puerto de Poole y la región denominada Isla de Purbeck (que es, en realidad, una península).  En cuanto a extensión, es la más grande de un archipiélago de ocho islas. 
Se mantiene preservada puesto que fue el emplazamiento donde tuvo lugar el primer campamento Scout en 1907, dirigido por Robert Baden-Powell con veinte muchachos de entre 10 y 16 años, lo cual daría pie al Escultismo.
Para llegar a la isla hay que usar el ferry público o navío particular; en 2002 el número de visitantes a la isla fue de 105,938.

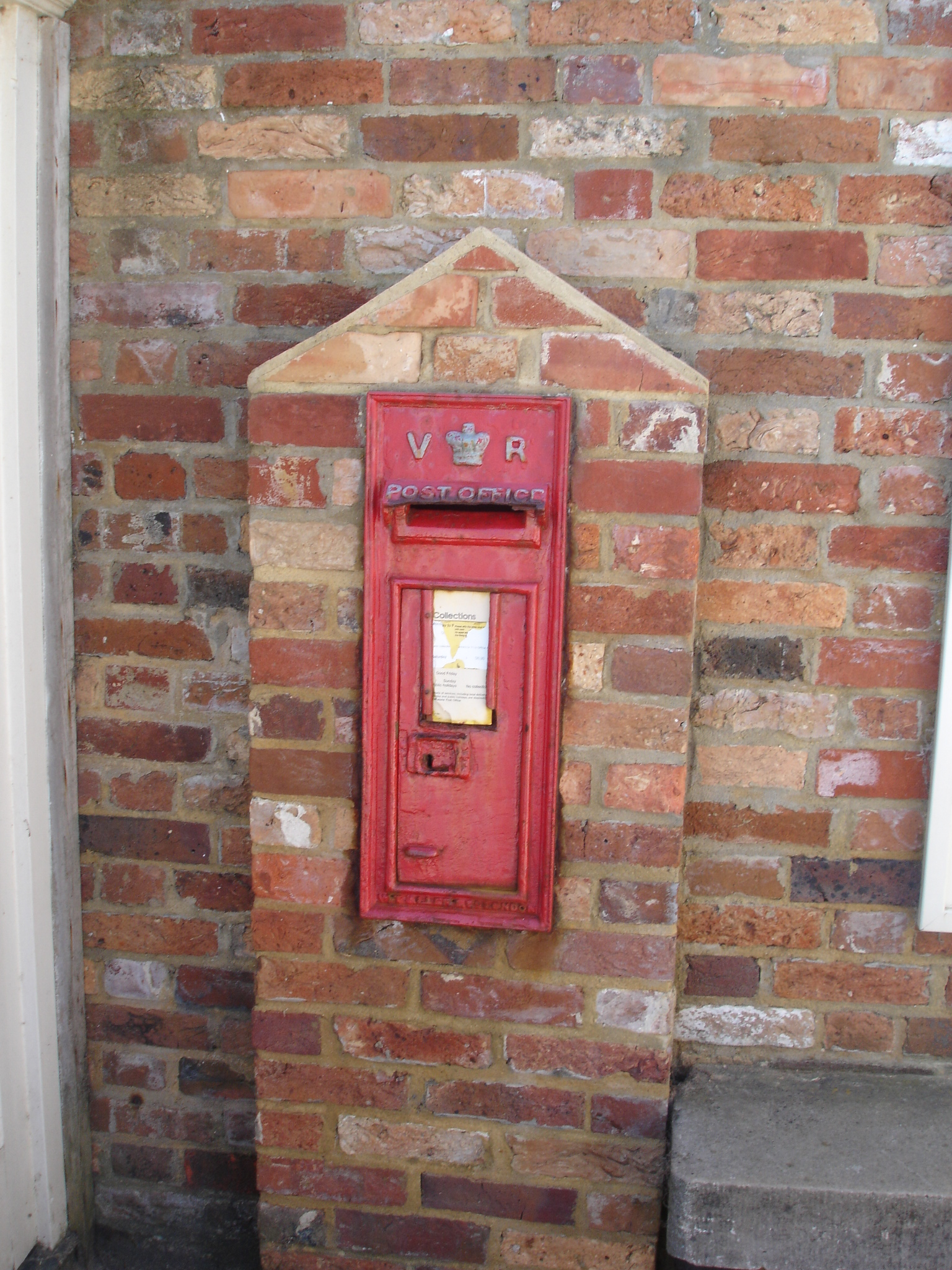
El Único Buzón de la Isla.

## Escultismo
- Portal:Escultismo. Contenido relacionado con Scout logo2.svg.

Del 1 de agosto hasta el  8 de agosto de 1907, Robert Baden-Powell realizó en la isla de Brownsea un campamento experimental para 20 muchachos. Este campamento experimental incluía a muchachos que eran miembros de Brigadas para Muchachos en Bournemouth y Poole. La subsecuente publicación de Escultismo para muchachos inició el movimiento scout.
En 2007, 100 años después del primer campamento experimental, eventos conmemorativos tuvieron lugar en la isla. Durante el verano, La Asociación de Scouts del Reino Unido realizaron 4 campamentos, el Campamento de Líderes de Patrulla (Patrol Leaders Camp) (una reunión de Scouts de todo Reino Unido), el Campamento del Nuevo Centenario (New Centenary Camp) (Scouts del Reino Unido de todas las religiones y antecedentes) y el Campamento Replica (Replica Camp) (Un Museo Viviente del Campamento realizado hace 100 años). 
Posiblemente el mejor de los 4 campamentos fue el Campamento del Amanecer (Sunrise Camp), que juntó a 310 jóvenes de 155 países para celebrar el centenario del escultismo. El 1 de agosto del2007, todos los scouts de alrededor del mundo (28 millones) renovaron su promesa a las 8am tiempo local como parte de la ceremonia del Amanecer, siendo la Isla de Brownsea el punto focal de la celebración.